# Essas Coisas só Acontecem Comigo
Essas Coisas só Acontecem Comigo é um livro autobiográfico escrito pelo humorista Carlos Alberto de Nóbrega em 2008.
Em seu segundo livro, Carlos Alberto de Nóbrega conta, através de crônicas, histórias de sua vida. São momentos particulares e marcantes, que merecem ser registrados para a posteridade. Fatos do dia-a-dia, da sua vida particular e profissional. Alguns desses fatos foram publicados por um jornal paulista, na década de 1980. São histórias engraçadas e curiosas que o autor viveu ao lado de personalidades da televisão brasileira. São lembranças que vão desde a época em que trabalhava no circo ao lado de Ronald Golias, até registros particulares ao lado do ícone, Silvio Santos.